# Gmina Pysznica
Die Gmina Pysznica ist eine Landgemeinde im Powiat Stalowowolski der Woiwodschaft Karpatenvorland in Polen. Ihr Sitz ist das gleichnamige Dorf mit etwa 2800 Einwohnern.

## Gliederung
Zur Landgemeinde (gmina wiejska) Pysznica gehören folgende zehn Dörfer mit einem Schulzenamt:
Bąków
Brandwica
Chłopska Wola
Jastkowice
Kłyżów
Krzaki-Słomiana
Olszowiec
Pysznica
Studzieniec
Sudoły

## Persönlichkeiten
- Władysław Ślebodziński (1884–1972), Mathematiker, geboren in Pysznica.